# 시대수
시대수(영어: the Tree of Ages 일본어: 時代樹 지다이쥬[*])는 이름 그대로 시대를 초월하는 불가사의한 신비의 힘을 가진 정령이 깃든 신비의 나무이자 그 나무의 영혼인 정령이다. 일본 센고쿠 시대부터 히구라시 신사가 500여 년의 시간 동안 대대로 지켜온 신목이다. 이누야샤와 반요 야샤히메 두 작품에 걸쳐서 주인공 일행이 센고쿠 시대와 헤이세이 시대, 레이와 시대를 마음껏 이동할 수 있는 시간 여행 통로이자 타임 머신, 시간이동장치와도 같은 역할을 수행한다. 성우는 시대수가 빌린 겉모습인 '키쿄우 (桔梗, 금강)'와 동일한 히다카 노리코 (日高 のり子) / 서혜정이다.

## 개요
'이누야샤'에서는 카고메가 시간 이동 통로로 쓰는 '뼈 먹는 우물 (骨食いの井戸)'의 재료로 쓰인 나무로서만 취급되고 언급되지만, '반요의 야샤히메'에서는 시대수 그 자체가 본격적으로 메인 스토리의 궤도에 올라 그 활약과 존재감에 많은 비중을 차지한다. 뼈 먹는 우물에 이어 토와 일행의 '타임 포털', '시간 매개자'의 역할을 맡은 조력자. 시대수 그 자체가 뼈 먹는 우물을 만들 때 쓰인 원재이고 영혼이나 다름 없는 정령이 깃들어 있기에 시간 이동 통로의 역할만을 다한 도구인 우물과는 달리 원한다면 포털의 역할뿐만 아니라 키쿄우의 일부가 깃든 영력을 써서 네노쿠비에게 최면을 걸거나 알고 있는 잡다한 비밀과 정보를 알려주는 등 자유자재로 의사를 결정하고 행동할 수 있는 인격체이자 본격적인 캐릭터의 모습으로 구현했다. 본체가 뿌리에 박혀 있기 때문에 본체와 하나인 정령은 독립적으로 나무와 분리되어 움직일 수 없으며, 오로지 나무뿌리가 박힌 그 자리에서만 활동할 수 있다.
예전 이누야샤 1화에 나라쿠의 사악한 이간질로 어깨가 손톱에 베여 치명상을 입고 참을 수 없는 분노와 배신감을 느낀 키쿄우가 믿고 있었던 이누야샤에게 봉인의 화살을 쏴 한 나무에 박았는데, 그 나무가 바로 시대수였다. 시대수와 연결된 이누야샤는 50여 년 간 잠들면서 썩지 않고 육체를 보존할 수 있었고, 그 화살에 깃든 키쿄우의 영력과 사념이 그대로 시대수에 흘러들어가 키쿄우의 모습을 취할 수 있게 되었다.
즉 전작에서 삶에 대한 최후의 미련을 정리하고 안식을 맞이해 사라진 키쿄우의 일부 같은 것이 아니고 나무 안으로 자연스레 스며들어간 키쿄우의 사념을 빌려 키쿄우의 모습을 빌리고 있을 뿐인 있는 별개의 영혼이다. 성격도 많이 다르다. 시대수 본인도 스스로를 "시대수" 혹은 "이 시대수"라 높여 칭하고 "키쿄우"를 이누야샤를 본체인 나무 위로 봉인의 화살을 박은 무녀로 떠올리며, "나에게 화살을 쏜 자는 아마 키쿄우라 불리는 무녀였다."고 타자화하며 자신과 별개인 인격체로 취급한다. 스스로를 칭할 때 "이 시대수"라 하고 "감히 이 시대수의 부탁을 거절하다니..."라는 대사만 봐도 자존심이 강한 성격이다.
이 때문에 시대수는 필요하다면 키쿄우의 생전 모습을 빌려 인간처럼 언어로 의사소통하고 시공을 초월하는 능력에 카고메 이전 대일본 최강의 대무녀였던 키쿄우의 영력까지 더해져 상당한 양의 영력도 다룰 수 있게 되었다. 나무 안으로 흘러들어간 사념의 영향 때문인지 성격과 본질은 시대수로서의 본인 그대로이지만 무녀와 같은 말과 행동을 하는 모습도 보인다. 그 영력은 엄지와 검지의 끝을 하나로 오므리는 동작만 취해도 네노쿠비를 재워버릴 수 있는 수준이다. 마음만 먹는다면 얼마든지 네노쿠비를 퇴치할 수 있었지만, 자신의 힘을 취하려고 수백년 간 기생해온 네노쿠비를 계속 살려두고 있었다.
10년 전 원인 불명의 화재 사고로 죽을 뻔한 토와를 진주와 힘과 연결해 터널로 빨아들여 현대로 데려왔으며, 현재 시점, 또 다시 전국시대로 회귀할 수 있던 건 네노쿠비가 이용한 시대수의 힘, 정확히는 시대수가 네노쿠비를 진작에 퇴치하지 않고 힘을 훔쳐 쓰는 것에 간섭하지 않고 그대로 내버려두었기 때문이다. 그런 의미에서 시대수는 토와와 세츠나, 모로하 3인의 야차공주들이 500년의 시차를 뛰어넘고 현대와 전국시대를 왕래할 수 있게 해준 진정한 장본인이다.
야샤히메들뿐만 아니라 그들의 부모인 셋쇼마루와 카고메, 이누야샤에 대해서 잘 알고 있으며, 특히 셋쇼마루와 링과는 직접적인 인연을 맺고 있다. 야샤히메들이 태어나기 전 전작 세대의 주인공들에게 어떤 사건이 일어났으며 그들의 행방이 어딘지도 잘 알고 있을 것으로 보인다. 이걸 야샤히메들에게 설명해 줄 여지가 충분히 있었으나 스스로의 의지로 전국시대의 모험을 택한 그들의 의지를 존중해 알리지 않은 것으로 보인다. 그리고 모종의 이유로 자신의 몸 안에 봉인되어 영원한 숙면에 잠긴 링을 지키고 있다.

## 행적

### 이누야샤
이누야샤 1화부터 키쿄우가 이누야샤를 봉인의 화살을 날려 기약 없는 잠에 빠지게 했을 때 화살이 그대로 시대수에 박혔고, 화살에 깃든 키쿄우의 사념과 영력을 시대수가 키쿄우의 환생인 카고메가 시공을 넘어 화살을 뽑을 때까지 50여 년의 세월에 걸쳐 흡수했다.

### 반요 야샤히메
히구라시 카고메가 전설의 대무녀 미도리코, 히토미코에 이은 전생인 키쿄우가 이루지 못한 '사혼의 구슬'을 소멸하는 사명을 완료하고 구슬로 시작된 '인과로 인한 악연'을 영원히 청산시키자, 그 구슬의 힘과 연계해 카고메를 돕던 시대수와 그 시대수를 재료로 만들어진 뼈 먹는 우물의 시간 이동 능력도 자연히 사라졌다. 그러나 이누야샤가 완료한 시점에서 몇개월의 시간이 흐른 후 이미 사라진 지 오래인 사혼의 구슬을 노리고 카에데의 마을을 습격한 네노쿠비가 이누야샤 일행에게 토벌당하고, 그 잔해가 시대수의 뿌리에 기생한 것이 훗날 반요의 야샤히메의 스토리의 시작점을 알린다.
카고메의 파마의 화살과 이누야샤의 명도잔월파의 합동 공격을 맞고 토벌당한 네노쿠비의 잔재가 잃어버린 힘을 갈고 닦고 수백년이 지나도 언제든지 재기할 수 있게 시대수의 시공 초월 능력을 얻기 위해 뿌리 밑에 기생해 서서히 기회를 노리며 힘을 키워갔다. 이에 따라 시대수의 정령도 가만히 있지 않고 뿌리에 달라붙어 양분을 갉아먹으려 드는 네노쿠비에 맞서 대항하고자 오랫동안 자신이 흡수해온 영력이 깃든 봉인의 화살을 쏜 주인이자 요괴인 '네노쿠비'를 퇴치할 수 있는 무녀인 키쿄우의 모습을 취해 스스로 실체화한 것으로 보인다.
토와, 세츠나, 모로하, 3인의 야샤히메가 세츠나의 꿈과 잠을 빼앗은 꿈나비를 퇴치하기 위해 네노쿠비에게 무지갯빛 진주를 넘긴다는 거짓 조건 하에 히구라시 신사의 시대수를 경유하자, 전국시대로 넘어오기 시작한 이들의 기운을 감지하고 뒤에 같이 있던 토와와 세츠나의 아버지, 모로하의 삼촌 셋쇼마루에게 "곧 그들이 다시 한 번 전국시대로 오고 있다. 내 예언이 맞다면 세상을 구할 수 있는 것은 저 야샤히메들뿐이다."고 말한다. 그리고 야샤히메들에게 무언가를 의뢰하기 위해 우선 그들과 먼저 거래를 맺은 네노쿠비에게 영력으로 최면을 걸어 잠시 잠들게 한 다음 자신이 거주하는 공간으로 야샤히메들을 소환하고 그들 앞에 모습을 드러낸다.
내 이름은... 시대수...
我が名は... 時代樹...
 — <반요 야샤히메> 4화 시대수의 첫 소개 中
시대수는 셋쇼마루가 홀연히 야샤히메들을 지켜보는 사이, 야샤히메들에게 자신을 소개한다. 특히 셋 중에서도 자신이 의뢰할 내용과 가장 연관이 깊은 셋쇼마루의 딸들인 토와와 세츠나를 따로 부르며 두 사람을 특별하게 여긴다. 그러자 모로하는 처음에는 토와와 세츠나가 셋쇼마루의 딸들이 맞다는 자신의 추측이 적중했다고 기뻐하다 시대수가 자신만 무시하는 것 같자, 자긴 셋쇼마루의 딸이 아니라고 화를 내자 "내 이야기를 끝까지 들어라, 모로하."라고 직접 이름을 부르며 모로하까지 알고 있는 모습을 보여줘 놀라게 한다. 한 편, 그들에게 아버지 셋쇼마루가 할아버지이기도 한 투아왕과 다른 길을 걸어 서국의 지배자로서 동국의 정점인 키린마루와 대립하는 대척점의 역할을 수행하지 않고, 협력 관계를 맺어 같은 길을 걷게 되었다는 배경을 세세히 얘기한다. 키린마루는 과거, 현재, 미래를 거스를 수 있는 시대수의 힘을 차지해 셋쇼마루가 세상의 모든 것을 '무(無)'로 되돌려놓으려는 무서운 야망을 품은 대요괴이며 시대수는 시공을 관리하는 존재로서 두 사람의 계획을 막아야 하는 임무를 완수해야 했다. 시대수는 부서질 수 있는 조각 만한 일부에 지나지 않은 대무녀의 영력을 합친 혼자만의 힘으로는 세계를 지배할 수 있는 절대적인 힘을 가진 두 대요괴를 누른다는 것은 불가능한 일이었고, 그래서 투아왕의 혈통을 물려받은 직계 손녀들인 반요 야샤히메들에게 부탁한 것이다. 키린마루를 따라 세계를 멸망시키는 걸 막기 위해 딸들이 직접 세상을 무로 만들어 놓으려는 키린마루를 쓰러뜨릴 것을 부탁한다. 모로하는 성공의 대가로 거액의 현상금을 얻을 수만 있다면 기꺼이 수락할 수 있다고 응대했지만, 세츠나는 아버지라 한들 셋쇼마루가 누군지도 모르고 관계도 없는데 왜 우리가 그 녀석이 맡아야 할 뒷처리까지 억지로 감당해야 하느냐는 철저히 개인주의적인 이유로 거절한다. 이에 시대수는 내용을 바꿔 셋쇼마루는 현재 키린마루와 비슷한 길을 걷고 있기 때문에 두 사람 모두를 토벌해 줄 것을 부탁한다. 역시나 쌍둥이는 동시에 거부 의사를 밝히고 토와는 14년을 살면서 여태껏 단 한 번도 얼굴을 본 적이 없지만 친아버지인 셋쇼마루를 전국시대에 오자마자 죽여야 하는 것은 있을 수 없는 패륜이라는 가족애에 기반한 이유로 거절한다. 덩달아 두 사람의 의견을 무시할 수 없었던 모로하마저 난감해하며 결국 쌍둥이 쪽으로 기울이려 하자, 되려 의뢰를 거부당한 시대수는 기뻐하는 듯한 표정을 짓더니 삼인방의 가능성을 시험하기 위한 차원인지 최면을 걸어둔 네노쿠비를 일깨워 일행을 네노쿠비가 있는 지하의 뿌리로 이동시킨다.
그리고 전국시대에서 네노쿠비가 시대수에 기생한 직후를 기점으로 500여 년의 긴 시간이 흐른 현대 시점에서는 토와가 입양 간 히구라시 신사의 곁을 지켜온 고목이다. 토와에게 '셋쇼마루의 딸'이라는 비밀과 함께 키린마루와 손 잡은 셋쇼마루에 맞서 싸울 것을 부탁한다. 토와는 그건 우리가 상관할 일이 아니라고 세츠나, 모로하와 함께 단호하게 거절하자 "감히 이 시대수의 부탁을 거절하다니..."라는 말을 함과 동시에 시험 삼아 뿌리 밑에 잠들게 해둔 네노쿠비를 일깨워 싸우게 한다. 토와 일행이 의기투합해서 네노쿠비를 단번에 퇴치하자 시대수는 이들의 강인한 투혼을 지녔음을 인정하며, 앞으로 필요할 때마다 타임 리프할 수 있도록 묵묵히 도와준다.
야샤히메들이 모로하가 쏜 천공의 화살비와 토와의 창룡파의 합동 공격으로 네노쿠비를 무찌르고 전국시대로 날아간다.
혼자 남은 시대수는 그보다 더 안쪽의 공간으로 들어가 투명한 푸른 빛의 기둥에 잠들어 있는 린을 올려다본다. 뒤에서 모든 광경을 지켜보던 셋쇼마루가 앞으로 다가오자 이대로 링의 봉인을 풀지 못하면 평생 빠져나오지 못할 텐데 괜찮느냐고 묻고 셋쇼마루는 아무런 대답 없이 왔던 곳으로 되돌아갔다. 셋쇼마루가 제 갈 길을 떠나는 모습을 본 시대수는 지금으로선 차라리 눈을 감고 있는 게 이 자에게 있어 행복할 거라는 말을 남긴다.

## 같이 보기
- 히구라시 토와
- 세츠나 (반요 야샤히메)
- 모로하 (반요 야샤히메)